# .bq
.bq é designado, mas não em uso, como o domínio de nível superior do código de país da internet (ccTLD) para Bonaire, Santo Eustáquio (Países Baixos Caribenhos) após a atribuição em 15 de dezembro de 2010 pela Agência de Manutenção ISO 3166 de BQ como a norma ISO 3166-1 alfa-2 para a área. Esta decisão seguiu a Dissolução das Antilhas Neerlandesas e o novo estatuto dos Países Baixos Caribenhos como organismos públicos dos Países Baixos em 10 de outubro de 2010.
Atualmente, os Países Baixos Caribenhos usam o antigo ccTLD das Antilhas Neerlandesas, .an, que está sendo eliminado gradualmente. Como parte dos Países Baixos propriamente dita, .nl também se aplica. Versgeperst.com indicou que o uso do domínio de nível superior foi considerado em julho de 2015 e uma avaliação econômica está sendo realizada para esse efeito.